# Honolulu (U-Boot)
Die USS Honolulu (SSN-718) war ein Atom-U-Boot der United States Navy und gehörte der Los-Angeles-Klasse an.

## Geschichte
Die Honolulu wurde 1977 bei Newport News Shipbuilding in Auftrag gegeben und 1981 auf der Werft des Unternehmens in Newport News, Virginia auf Kiel gelegt. Stapellauf und Schiffstaufe fanden 1983 statt, Namenspatron ist die Stadt Honolulu auf Hawaii. Das U-Boot wurde 1985 bei der US Navy in Dienst gestellt. Das Boot war das letzte Boot des ersten Bauloses der Klasse, alle folgenden Einheiten waren mit einem Vertical Launching System ausgerüstet.

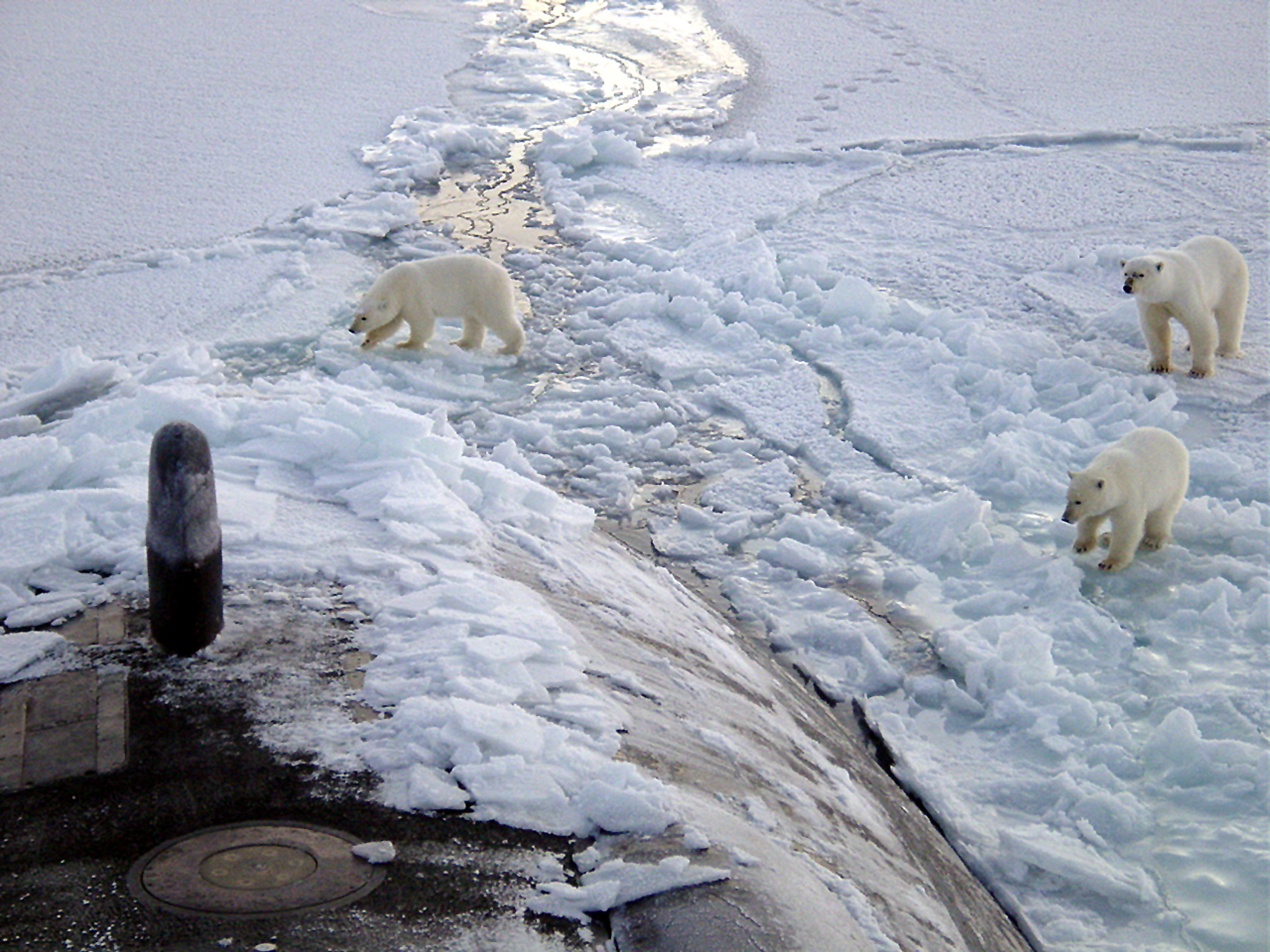
Eisbären untersuchten die Honolulu zwei Stunden während des Aufenthalts am Nordpol

Das Boot war das erste Boot dieses ersten Bauloses, das die Region um den Nordpol besuchte. 2003 tauchte die Honolulu durch arktisches Eis auf und nahm unter anderem Wasserproben für nordamerikanische Universitäten.
Nach insgesamt neun Einsatzfahrten in den westlichen Pazifik und den Indik (unter anderem 2000 mit dem Flugzeugträger Kitty Hawk und 2002 mit der Abraham Lincoln) verließ das Boot seinen Heimathafen Pearl Harbor im Mai 2006 zum letzten Mal. Auf einer kleinen Verabschiedung sprachen dabei unter anderem Senator Daniel K. Inouye, ihr ehemaliger Kommandant Jonathan W. Greenert und der U.S. Pacific Fleet Commander, Admiral Gary Roughead.
Nach einer Patrouillenfahrt und der Teilnahme an der Übung Valiant Shield wurde die Honolulu im November 2006 in der Puget Sound Naval Shipyard im Rahmen des Ship-Submarine Recycling Programs vorläufig stillgelegt. Ein Jahr später wurde sie dann endgültig außer Dienst gestellt und wird anschließend zerlegt. Der Bug der Honolulu wurde dabei in einem Stück abgetrennt und an ein Schwesterschiff, die San Francisco, geschweißt, die 2005 mit hoher Geschwindigkeit einen unterseeischen Berg gerammt hatte.